# Melecta gracilipes
Melecta gracilipes là một loài Hymenoptera trong họ Apidae. Loài này được Lieftinck mô tả khoa học năm 1980.